# Dresslerella
Dresslerella là một chi thuộc lan, với khoảng 13 loài sống ở
Nam Phi và Trung Phi. Chi này được đặt tên dựa vào tên của nhà Lan học Rober L. Dressler. Một vài loài gây chú ý bởi bề ngoài có lông.

## Các loài
1. Dresslerella archilae Luer & Béhar, Monogr. Syst. Bot. Missouri Bot. Gard. 57: 140 (1995).
2. Dresslerella caesariata Luer, Selbyana 2: 185 (1978).
3. Dresslerella cloesii Luer, Monogr. Syst. Bot. Missouri Bot. Gard. 103: 277 (2005).
4. Dresslerella elvallensis Luer, Selbyana 3: 2 (1976).
5. Dresslerella hirsutissima (C.Schweinf.) Luer, Selbyana 2: 185 (1978).
6. Dresslerella hispida (L.O.Williams) Luer, Selbyana 3: 4 (1976).
7. Dresslerella lasiocampa Luer & Hirtz, Monogr. Syst. Bot. Missouri Bot. Gard. 103: 278 (2005).
8. Dresslerella pertusa (Dressler) Luer, Selbyana 3: 6 (1976).
9. Dresslerella pilosissima (Schltr.) Luer, Selbyana 2: 185 (1978).
10. Dresslerella portillae Luer & Hirtz, Monogr. Syst. Bot. Missouri Bot. Gard. 88: 102 (2002).
11. Dresslerella powellii (Ames) Luer, Selbyana 3: 8 (1976).
12. Dresslerella sijmiana Luer, Monogr. Syst. Bot. Missouri Bot. Gard. 88: 103 (2002).
13. Dresslerella stellaris Luer & R.Escobar, Selbyana 2: 188 (1978).